# Cristian Calderón
Cristian Yonathan Calderón Del Real (sinh ngày 24 tháng 5 năm 1997 ở Tepic, Nayarit) là một cầu thủ bóng đá người México hiện tại thi đấu cho Necaxa.